# Saint-Imier
Saint-Imier (franskt uttal: [sɛ̃.t‿imje], tyska: Sankt Immer) är en ort och kommun i distriktet Jura bernois i kantonen Bern i Schweiz. Kommunen har 5 088 invånare (2023).
Orten är känd för sin klockindustri, framförallt Longines-klockorna.